# 百色眼鏡
《百色眼鏡》（日语：百色眼鏡）是日本音樂家椎名林檎的第五張DVD，和第八張單曲《莖(STEM)～諸侯出遊篇～》一起於2003年1月22日發行。發行當週即賣出6.1萬張，總計銷售量12.4萬張，名列2003年年度銷售榜第3位。

## DVD簡介
這是椎名林檎把即將發行的第三張專輯《加爾基 精液 栗子花》內的歌曲具體影像化，這也是椎名林檎首次這樣的嘗試。同時林檎一人擔任企劃、原案、主演和音樂等四個不同的角色，展現出多元的一面。
不僅如此，因為多位名人包括攝影大師荒木經惟的稱讚，再加上主題曲《莖(STEM)～諸侯出遊篇～》是以英文演唱，主場景則設定在日本昭和初期，符合外國人心中日本人的形象。因此，電影製作人員和椎名林檎更把這部電影推向世界舞台坎城影展。
本DVD封面和《莖(STEM)～諸侯出遊篇～》的封面皆是「，Alaki（荒木經惟）」所拍攝。最後，椎名林檎在DVD發行之後，椎名林檎對媒體表示：「她覺得演戲好困難，因為要一直注意自己的服裝儀容還有姿勢好不好看，所以便說不出話來……，這真是累死人了。」

### 主要演員
- 葛城楓（かつらぎかえで）：小雪擔綱
- 天城：小林賢太郎擔綱
- 駒形：大森南朋擔綱
- 女：椎名林檎擔綱

### 工作人員
- 企劃・音樂：椎名林檎
- 原作：鷹野原均
- 腳本：伊東摩衣
- 監督：番場秀一

### 電影配樂
主題曲
- 莖(STEM)～諸侯出遊篇～
  - 作詞：椎名林檎　　作曲：椎名林檎
  - 編曲：森俊之

劇中插曲（椎名林檎－《加爾基 精液 栗子花》內的歌曲）
- 自我幻影（ドツペルゲンガー）
- 請你保重（おだいじに）
- 草草幹活（やつつけ仕事）
- 杞人憂天（とりこし苦労）

## 銷售排行

### Oricon銷售榜（日本）[3]
| 發行日期               | 排行榜                 | 最高排名 | 第一週銷售量 | 總銷售量 | 連續上榜次數 |
| ---------------------- | ---------------------- | -------- | ------------ | -------- | ------------ |
| 2003年1月22日 百色眼鏡 | Oricon DVD日銷售排行榜 | -        | -            | 123,750  | 9週          |
| 2003年1月22日 百色眼鏡 | Oricon DVD週銷售排行榜 | #2       | 60,693       | 123,750  | 9週          |
| 2003年1月22日 百色眼鏡 | Oricon DVD年銷售排行榜 | #3       | 123,750      | 123,750  | 9週          |

### 其他銷售榜
| 名稱                   | 排行榜 | 首週   | 首週   | 最高   | 最高   | 連續上榜次數 |
| 名稱                   | 排行榜 | 排 行  | 銷售量 | 排 行  | 銷售量 | 連續上榜次數 |
| ---------------------- | ------ | ------ | ------ | ------ | ------ | ------------ |
| 2003年1月22日 百色眼鏡 |        |        |        |        |        |              |
| Soundscan：DVD Top 20  | #2     | 47,727 | #2     | 47,727 | 9週    |              |

## 發行日期
| 國家 | 發行日期      | 發行形式          | 商品編號  | 定價      |
| ---- | ------------- | ----------------- | --------- | --------- |
| 日本 | 2003年1月22日 | DVD               | TOBF-5225 | 1,991日圓 |
| 台灣 | 2003年3月6日  | DVD（進口初回盤） | TOBF-5225 | 548元     |
| 台灣 | 2003年3月6日  | DVD（台壓盤）     | 49042995  | 359元     |

## 脚注